# Scrutin à vote unique transférable
Pour un article plus général, voir Système électoral.

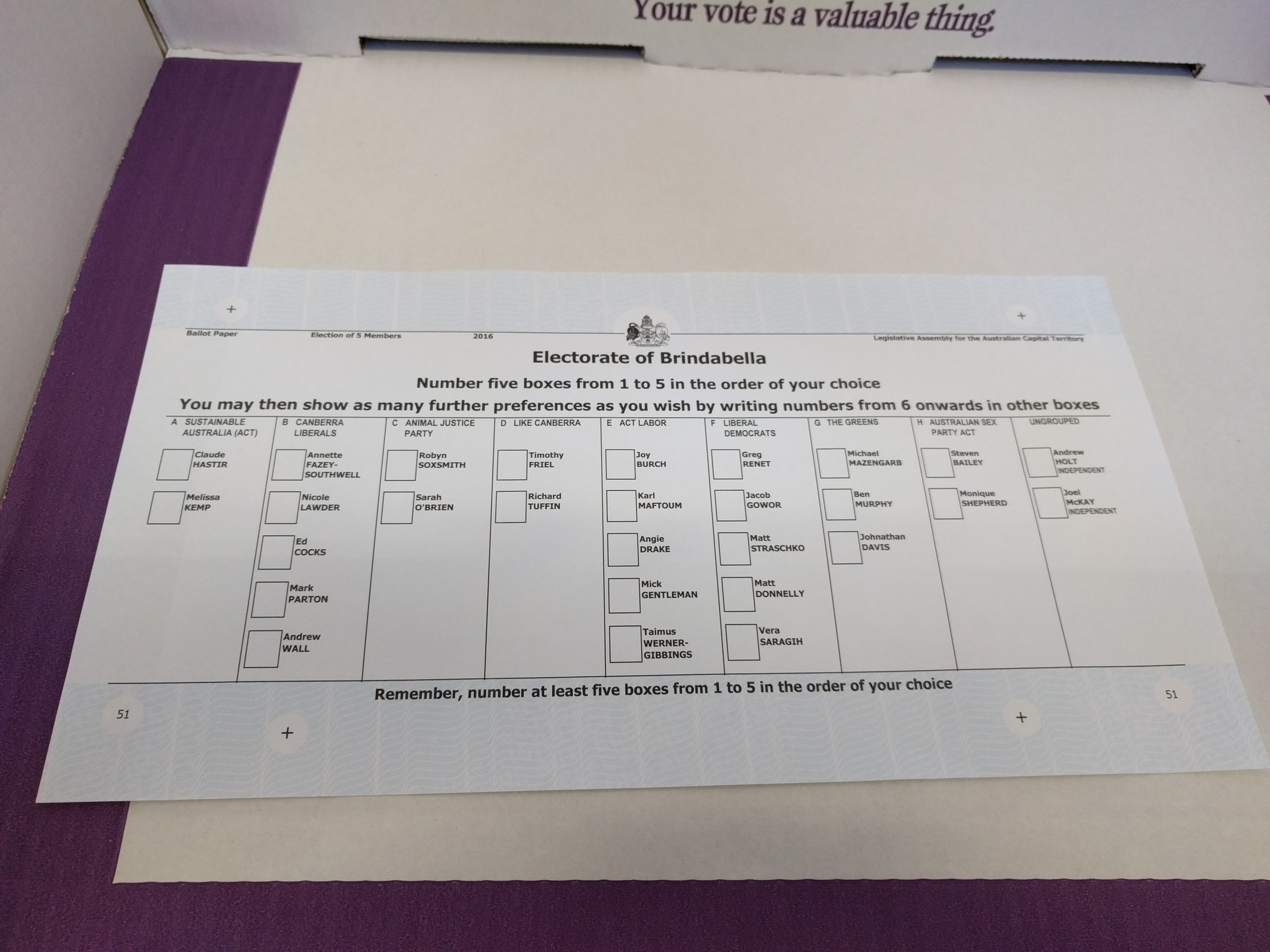
Exemple de bulletin de vote utilisé en 2016 à Canberra. Les candidats d'un même parti sont regroupés en colonnes.

Le scrutin à vote unique transférable (ou système de Hare) est un système électoral destiné à élire plusieurs candidats, inventé indépendamment vers 1860 par Thomas Hare et Carl Andrae. 
Ce système à tendance proportionnelle est similaire au vote à second tour instantané, à la différence qu'il s'applique à des circonscriptions de plusieurs sièges et non d'un seul. Dans la pratique, un électeur vote en classant les candidats de sa circonscription par ordre de préférence, en écrivant des chiffres à côté de leurs noms sur son bulletin de vote : 1 étant sa première préférence, 2 sa deuxième, et ainsi de suite. L'électeur peut être libre de classer ainsi autant de candidats qu'il le souhaite, ou même un seul, ou bien avoir l'obligation d'en classer un nombre minimum.
Après le dépouillement, le total des bulletins de vote valides dans la circonscription est divisé par le nombre de sièges à pourvoir, plus un. Le chiffre ainsi obtenu, appelé quota, est le nombre de voix nécessaire pour qu'un candidat remporte un siège. Les candidats ayant franchi le quota avec le plus de premières préférences sont ainsi élus. Il reste néanmoins le plus souvent des sièges à pourvoir faute d'un nombre suffisant de candidat ayant atteint le quota. Le candidat arrivé en dernier est alors éliminé, et les secondes préférences de ses électeurs répartis aux autres candidats. L'opération est répétée jusqu'à ce qu'un candidat obtienne de manière cumulée le quota, puis un autre, jusqu'à ce que tous les sièges en jeu soient pourvus.
Le scrutin à vote unique transférable est utilisé en Irlande, à Malte, en Australie au niveau national ainsi que dans les États et territoires d'Australie-Méridionale, d'Australie-Occidentale, de Nouvelle-Galles du Sud, de Tasmanie, de Victoria et de Canberra. Au Royaume-Uni, il est utilisé pour les élections de l'Irlande du Nord.

## Objectifs
Le système de scrutin à vote unique transférable a été conçu pour répondre aux deux objectifs suivants :
- chaque électeur doit pouvoir choisir son ou ses candidats, sans s'en remettre au choix d'un parti ;
- le nombre d'élus doit correspondre à une répartition proportionnelle.

Les systèmes de représentation proportionnelle sur listes fermées, comme celui utilisé en France pour l'élection des députés européens, ne répondent pas à la première de ces exigences, puisque l'électeur ne peut pas distinguer les candidats à l'intérieur d'une liste. Pour concilier proportionnalité et choix des élus, on a généralement recours dans les pays européens à des systèmes de listes ouvertes, voire à des systèmes autorisant le panachage entre listes.
De la même manière, le système de Hare vise à assurer la représentation proportionnelle tout en écartant l'influence des partis qui, de par leur fonctionnement propre, peuvent composer des listes ne coïncidant pas avec les souhaits des citoyens, par exemple en plaçant en tout début de liste des candidats bien en cour mais peu appréciés des électeurs. Il respecte ainsi pleinement la volonté populaire contre les logiques d'appareils.

## Avantages et inconvénients
L'avantage du système de Hare pour les électeurs, comparativement aux modes de scrutin proportionnels par listes, est de ne pas permettre aux partis de distribuer les places éligibles selon leurs intérêts propres. Ce qui est un avantage pour les électeurs peut évidemment être perçu comme un inconvénient par les appareils des partis privés du pouvoir discrétionnaire de constitution des listes.
Le système de Hare est donc comparable au vote d'approbation proportionnel qui donne une représentation proportionnelle exacte à partir de bulletins plus simples, mais moins expressifs, que les bulletins du système de Hare.
L'inconvénient certain du  système de Hare est sa mise en œuvre délicate tant pour l'électeur, contraint de classer les candidats, que pour les agents de dépouillement.
En outre, le système de Hare souffre comme tout scrutin proportionnel de la possibilité de ne pas aboutir à une majorité politique stable au sein de l'assemblée élue.

## Fonctionnement
Le scrutin se déroule dans une circonscription comportant au moins deux sièges à pourvoir et où l'électeur, bien que ne votant que pour un candidat, a la possibilité de noter sur son bulletin un deuxième, un troisième, …un n-ième candidat. Pour chacun de ces candidats supplémentaires, le vote de l'électeur lui sera transféré si le candidat placé avant lui obtient le quotient électoral lui permettant d'être élu ou est éliminé.
Chaque électeur dresse donc une liste ordonnée des candidats. Puis vient le dépouillement, qui ne peut se faire que de manière centralisée.
La première étape consiste à calculer le nombre de voix minimal permettant d'être élu. Si v est le nombre de votants et n le nombre de sièges à pourvoir, ce nombre est {\displaystyle E\left[{\frac {v}{n+1}}\right]+1} où E est la fonction partie entière. En effet, le ou les candidats qui obtiennent au moins ce nombre de voix sont nécessairement élus car il ne peut pas exister plus de n candidats possédant un nombre de voix équivalent.
Ensuite, on détermine parmi les premiers de liste ceux qui atteignent ou dépassent ce quota. Si aucun candidat n'atteint ce quota, le candidat qui obtient le moins de voix est éliminé et ses voix sont reportées au second de la liste dans chaque bulletin où il figurait en tête de liste.
Quand un ou plusieurs candidats atteignent le quota, ils sont définitivement élus. Les excédents de voix sont distribués aux candidats en seconde position dans les bulletins. La façon précise dont cette redistribution est effectuée varie d'un pays à l'autre. En Irlande on tire au sort quels bulletins sont transférés. Des algorithmes existent qui n'ont pas recours au tirage au sort mais qui transfèrent des fractions de bulletins, cependant le dépouillement ne peut pas alors se faire à la main. Si la totalité des sièges est pourvue, on s'arrête. Sinon on refait un compte des voix en comptant ces portions de voix. On s'arrête quand les n sièges sont pourvus.

## Exemple
Imaginons une élection demandant l'élection de 2 candidats parmi 4 (A, B, C, D).
Le dépouillement des 100 bulletins exprimés donne :
- ABCD : 28 voix
- ABDC : 0 voix
- ACBD : 0 voix
- ACDB : 14 voix
- ADBC : 0 voix
- ADCB : 0 voix
- BACD : 0 voix
- BADC : 0 voix
- BCAD : 15 voix
- BCDA : 0 voix
- BDAC : 0 voix
- BDCA : 0 voix
- CABD : 17 voix
- CADB : 0 voix
- CBAD : 0 voix
- CBDA : 0 voix
- CDAB : 0 voix
- CDBA : 0 voix
- DABC : 0 voix
- DACB : 0 voix
- DBAC : 0 voix
- DBCA : 26 voix
- DCAB : 0 voix
- DCBA : 0 voix

Le calcul du quota donne Partie_entière( 100 / (2+1) ) + 1 = 34.
Le calcul des voix sur le premier de liste donne :
- A = 28 + 14 = 42 ;
- B = 15 ;
- C = 17 ;
- D = 26.

Le candidat A est donc élu avec 8 voix d'avance (42 – 34) qui sont réparties sur les seconds choix des 42 électeurs ayant voté pour lui, c'est-à-dire sur B et C. On obtient alors au second passage :
- BCD : 28 / 42 × 8 = 5,3 (calcul de 28/42e des 8 voix d'avance car 28 votants sur 42 ont choisi B en second choix)
- CDB : 14 / 42 × 8 = 2,7 (calcul de 14/42e des 8 voix d'avance car 14 votants sur 42 ont choisi C en second choix)
- BCD : 15
- CBD : 17
- DBC : 26

Le calcul des voix sur le premier de liste donne :
- B = 20,3 ;
- C = 19,7 ;
- D = 26.

Personne n'atteint le quota. Le candidat ayant le moins de points est éliminé : c'est C. On obtient donc :
- BD : 5,3
- DB : 2,7
- BD : 15
- BD : 17
- DB : 26

Le calcul des voix donne B = 37,3 et D = 28,7. B est alors élu par transfert de voix.

## Le système de Hare défendu par Louis Blanc

### Présentation
Le système de Hare a eu les faveurs de Louis Blanc, homme politique et historien français du XIXe siècle. Selon lui, le but à atteindre, par ce mode de scrutin particulièrement « important et éminemment démocratique », est « la représentation proportionnelle des minorités ». Toutefois, il tient à préciser : « je n’entends pas dire que le système de Hare soit parfait ; mais ce qui est sûr, c’est qu’il offre des avantages nombreux, et de l’ordre le plus élevé » .
Pour plus de clarté, et avant d’analyser les conséquences de ce système sur la vie politique, il divise la procédure en huit temps : la candidature, le vote, le transfert des bulletins au bureau central, la mise en place d’une liste, la nomination des mandataires ayant atteint le nombre de voix nécessaire, la gestion démocratique des bulletins qui s’ensuit, la nomination des mandataires ayant besoin des bulletins où leur nom est inscrit en seconde position pour compléter les rangs si besoin, et ainsi de suite suivant le principe jusqu’au moment où tous les postes sont pourvus. L’égalité démocratique se voyant dès lors optimisée, l’exercice du pouvoir est au service et sous la dépendance du démos souverain. La défiance laissant place à la confiance, tout rapport de force est supprimé et la paix civile assurée.
Dans un premier temps, il faut concrètement établir « un bureau central dans la capitale, et des scrutateurs dans chaque district électoral. Aux élections générales, toute personne désirant se porter candidat aurait à faire connaître son nom, son adresse et sa profession au registre général, en désignant le district électoral pour lequel elle se présente. Le registre général publierait une liste des districts électoraux par ordre alphabétique, avec les nom, profession et adresse de chaque candidat. » Ainsi, quiconque souhaitant être membre de l’État-serviteur et disposé à en accepter le statut, c’est-à-dire la responsabilité et la révocabilité, peut se porter candidat. Il n’y a en somme aucune capacité, a priori, requise.
Dans un second temps, « l’électeur voterait par bulletin signé. Il n’aurait qu’un suffrage à donner, mais il lui serait loisible d’écrire sur son bulletin autant de noms qu’il le jugerait convenable. Ces noms, il les choisirait à son gré, ou parmi les candidats de tel ou tel district, ou sur la liste générale des candidats pour tout le royaume, et il les écrirait sur son bulletin dans l’ordre de ses sympathies, afin que son vote, joint à l’ensemble des votes, pût servir, comme il sera expliqué plus loin, à faire passer le deuxième nom, si le premier n’obtenait pas la majorité voulue, ou faire passer le troisième, si les deux autres n’avaient pas le nombre de suffrages suffisant. »  Notons que ce serait la fin du bulletin secret principalement en raison d’une nécessité technique pour la nomination des élus. Ceci procède, pour Louis Blanc, à un mouvement général d’émancipation passant par le fait d’assumer ses choix idéologiques. Par ailleurs, la possibilité de choisir plusieurs candidats, multiplie la chance d’en voir au moins un élu.
Ensuite, dans un troisième temps, « tous les bulletins seraient transmis par les scrutateurs des divers districts électoraux au bureau central. Là le registraire général diviserait le nombre des bulletins reçus par celui des représentants à élire, et le quotient donnerait le chiffre des électeurs requis pour faire un député. Par exemple, en admettant que la Chambre dût se composer de 650 membres et qu’il y eût 6 500 000 bulletins, répondant à 6 500 000 électeurs, il faudrait 10 000 électeurs pour faire un député, et quiconque aurait obtenu 10 000 suffrages sur toute la surface du royaume, prendrait rang parmi les représentants du peuple. ». Les abstentions ne sont pas prises en compte. Dans son esprit, il n’y a aucune raison de proposer des représentants à ceux qui ne souhaitent pas en avoir. Par ailleurs, si aucun candidat ne rencontre les faveurs d’un citoyen, libre à celui-ci de se présenter pour faire connaître ses idées. Le système le permet très facilement. La contestation devient alors plus difficile et la paix civile se voit un peu plus garantie.
En quatrième temps, « le registre général formerait une liste des noms placés en tête des bulletins, en les inscrivant dans l’ordre indiqué par le nombre des suffrages obtenus. Les candidats dont le nom figureraient en première ligne sur 10 000 bulletins — toujours dans la supposition de 6 500 000 électeurs et de 650 députés — seraient proclamés membres de la Chambre. »
Cinquièmement, « s’il arrivait que le nom d’un candidat fût écrit en tête de plus de 10 000 bulletins, on ne ferait servir à sa nomination que le chiffre strictement nécessaire, soit 10 000 bulletins qu’on choisirait sur le nombre total, d’abord parmi ceux qui viendraient des électeurs de la localité où il s’était porté candidat et ensuite parmi ceux qui contiendraient le moins de noms ». C’est là que se justifie, techniquement, le bulletin signé. En effet, c’est le seul moyen de connaître la localité des votants lorsqu’au bureau central a lieu le dépouillement.
Sixièmement, « lorsqu’un bulletin aurait servi pour l’élection d’un candidat, il serait mis de côté, attendu que, si on le faisait servir à l’élection d’un autre ou de plusieurs autres, il en résulterait que certains électeurs pourraient avoir plus d’un vote, ceux par exemple qui se trouveraient avoir mis en tête de leur bulletin un nom très populaire ».
Septièmement, « dans le cas où les candidats élus comme il vient d’être dit, ne seraient pas en nombre suffisant pour compléter la Chambre, c’est-à-dire dans le cas où il y aurait moins de 650 noms écrits chacun en première ligne sur 10 000 bulletins, le registre général formerait une liste des candidats dont les noms occuperaient 10 000 fois, sur les bulletins restés disponibles, soit la première, soit la seconde place, et ceux-là aussi seraient proclamés députés »,.
Enfin, huitièmement, « dans le cas où la Chambre ne serait pas encore complétée, on procéderait de la même manière avec les noms écrits sur les bulletins restants soit en seconde, soit en troisième ligne, et ainsi de suite ». Ceci permet au bulletin d’avoir une réelle portée.

### Synthèse
En résumé, tout le monde peut être candidat, il suffit pour cela de s'inscrire sur le registre général du district. Lors de l'élection, les électeurs inscrivent sur leur bulletin signé le nombre qu'ils veulent de candidats dans l'ordre de leurs préférences. L'électeur peut choisir sur son district et/ou au niveau national les personnes de son choix. Aucune contingence géographique, administrative, de richesse ni d'habitation ne vient limiter le vote. Les bulletins, une fois remplis, sont rassemblés et comptés au bureau central. Une division entre le nombre de bulletins et le nombre de sièges s'opère ce qui donne le nombre de bulletins nécessaire pour un siège, le ratio. Dès lors, un classement a lieu en fonction du nombre de bulletins obtenus. Les noms ayant dépassé le ratio trouvé sont élus directement. Or, si un nom très populaire se retrouve sur un grand nombre de bulletins, on privilégie les votes venant de la localité du candidat et ceux sur lesquels un petit nombre de candidats a été inscrit. Cela ne vient alors pas gêner les candidats des autres localités et met en avant les bulletins ayant un choix précis. Par ailleurs, une fois le bulletin utilisé, il est mis de côté étant entendu que le principe d'un vote par personne doit être respecté. Enfin, s'il reste des sièges vacants dans l'assemblée, une liste est faite avec les noms qui arrivent soit en première soit en deuxième place sur les bulletins restants. Dès lors, ceux qui recouvrent le nombre de scrutins nécessaire sont élus et ainsi de suite. S'il reste des places, c'est avec les noms inscrits soit en deuxième soit en troisième place. Pour Louis Blanc, ce mode de scrutin optimise la représentation en fonction du bulletin et permet ainsi une meilleure adéquation entre l'électeur et l'élu.
Après cette présentation, Louis Blanc conclut alors que « le mécanisme en est beaucoup moins compliqué qu'on ne serait tenté de le croire au premier abord. En réalité, l'opération sur laquelle il repose n'a rien de plus difficile que le triage des lettres à la grande poste ». Ce système, qui n'est pas de Louis Blanc mais auquel l'auteur adhère, permet une meilleure représentativité des diverses opinions d'un pays. Par ailleurs, il lime à la base les partis ou les jeux d'influence locaux néfastes au bon exercice démocratique du suffrage universel en permettant un choix optimisé des candidats sur l'ensemble du pays.

## L'intérêt philosophique et politique d'un tel système
Au-delà du bien-fondé mathématique, il y a une portée politique et philosophique qu'il convient de relever. Pour Louis Blanc, tout système qui « étouffe » les minorités n'est au bout du compte en rien démocratique, il ne peut être qu'oppressif. L'objectif est bien de faire en sorte que la voix de chaque électeur puisse compter, du mieux possible, pour le candidat de son choix au niveau national. En effet, si la limite est atteinte, si la mobilisation politique est efficace, toutes les idées peuvent avoir au moins une voix au sein de l'assemblée.
Pour rendre plus limpide sa démonstration Louis Blanc met en scène la situation suivante :
« Quoi ! je nomme Pierre à Paris, et je dois me tenir pour bien et dûment représenté si Paul est nommé à Bordeaux ! Passe encore si le pays n’était divisé qu’entre deux grands partis se disputant le pouvoir, et en présence dans chaque collège ! Mais en dehors de ces deux partis, je puis appartenir à une opinion dont il me plairait fort de préparer l’avenir ; je puis faire partie d’une minorité éparse dans le pays et qui, bien que trop faible pour l’emporter dans un collège quelconque, serait cependant assez forte pour former une section du corps électoral, si les membres qui la composent votaient ensemble ; je puis enfin vouloir pour mandataire, d’accord en ceci avec beaucoup d’électeurs répandus çà et là, un homme sans influence locale, sans relation avec les partis en vue, sans engagement avec les opinions du jour, mais d’un caractère élevé et d’un esprit aussi supérieur qu’indépendant. Dans ce cas, je le demande, à quoi me servira ma qualité d’électeur ? Il faudra, ou que je donne ma voix à un homme qui ne représente mon opinion que très imparfaitement, et alors mon vote est à moitié perdu, ou que je m’abstienne, et alors il est perdu tout à fait. »
On peut comprendre aisément l’intérêt philosophique de l’approche choisie. Toutefois, cela relève d’une conscience politique individuelle aiguisée car dans le cas contraire, si l’on précipite la thérapie, le choix des candidats risque d’être le reflet de la violence économique qu’ils subissent.
Louis Blanc cherche ensuite à mettre en perspective le projet de Hare pour y apporter la justification de sa limite car un constat doit être fait : toutes les minorités qui ne peuvent atteindre le nombre de voix requises n’auraient pas de représentant dans l’Assemblée. Pour Louis Blanc, « c’est là un malheur inhérent à la nature des choses ». C’est un principe de fonctionnement, au même titre que la présomption de la justesse des décisions à l’Assemblée. D’un point de vue pratique « le nombre des sections électorales est fatalement déterminé par le nombre des députés à élire » et, dans le fond, « il est assez naturel qu’une opinion ne pèse dans la balance des destinées publiques que lorsqu’elle se trouve avoir acquis un suffisant degré d’importance numérique » .
Serait ainsi assurée, et non d’une manière parfaite mais du mieux possible, « la représentation, proportionnellement au nombre, de chaque section du corps électoral. Toute minorité serait représentée, pourvu qu’elle se composât d’autant de citoyens qu’il en faudrait pour faire un député, eu égard au nombre des membres à élire ». Certes, le principe de fonctionnement laisse une fraction du souverain sans représentant à l’assemblée, mais une fraction aussi minime que possible et qui reste libre de communiquer sur ses idées dans la presse ou dans des réunions publiques, libre de s’unir à d’autres minorités en France de façon à atteindre le nombre de suffrages nécessaires. Ainsi, « nulle opinion de quelque importance numérique ne risquerait d’être réduite au silence, ou désarmée ». Ce mode de scrutin permet alors d’ouvrir l’ensemble des possibles au maximum pour les électeurs. La liberté politique pour les citoyens votant mais aussi pour ceux qui souhaitent être candidats est garantie : c’est la Démocratie.
Par ailleurs, la responsabilité de l’élu et de l’électeur est réaffirmée. Pour l’élu, son mandat lui impose de défendre les idées pour lesquelles il a été choisi. Pour l’électeur, ce mode d’organisation du scrutin permet une réelle responsabilisation en rendant concrètement applicables toutes les idéologies. Il ne pourrait y avoir de vote simplement contestataire. De plus, le principe du vote à bulletin signé obéit à la même logique d’émancipation individuelle en rendant l’électeur responsable de ses idées.
Enfin, un intérêt politique conséquent serait aussi la résultante de ce mode d’organisation de l’élection : celui de permettre l’élection de personnes indépendantes des partis politiques. Pour être élu, « il ne serait plus indispensable (…) de se faire l’instrument d’une coterie influente ou l’esclave d’un parti ». En conséquence, « chaque vote aurait toute la valeur qu’il doit et peut avoir. Chaque membre de la Chambre représenterait un corps électoral, disséminé peut-être, mais unanime. Par cela même le représentant et le représenté seraient identifiés l’un à l’autre. Ce qui serait représenté à la Chambre, ce serait, non plus des pierres, mais des hommes. »
De plus, Louis Blanc précise que certains principes comme celui de la « représentation locale » ou « le principe majoritaire » peuvent continuer à exister à côté du « droit des minorités » , et tout ceci, à nouveau sans aucune source de conflits au niveau du souverain populaire. L’Assemblée, et non la rue, devient le lieu où se règlent les oppositions.
Relevons enfin que la concurrence entre les candidats se ferait nationalement ce qui ne peut qu’élever le niveau général des débats. À l’Assemblée, les membres présents seraient en conséquence les meilleurs de chaque ordre d’idée. La vie politique du pays ne pourrait ainsi que mieux se porter.
Se dessine alors avec plus de netteté le projet politique de Louis Blanc concernant le suffrage universel et la représentation proportionnelle des minorités. Finalement, l’Assemblée ainsi nommée est un agrégat de minorités plus ou moins importantes dont les membres votent suivant le principe majoritaire. Dans l’idéal, les débats devraient permettre l’apparition d’un compromis, chose toujours plus simple à trouver dans une Assemblée représentant le plus précisément possible la quintessence populaire qu’à l’échelle d’un pays entier. Par ailleurs, comme la légitimité du pouvoir ne peut être contestée, qu’il n’y a pas de rapport de défiance, c’est bien à une obéissance citoyenne consentie qu’aspire notre auteur (tout comme dans l’atelier social). De plus, cette assemblée qui est, pour ainsi dire, la conscience du souverain est aussi un cran de sécurité pour la paix civile car elle est responsable et peut être révoquée rapidement en raison de la fréquence des élections.
Le peuple souverain, la démocratie (démos : le peuple ; cratos : le pouvoir) se voit ainsi optimisée sans pour autant prétendre à la perfection.